# Hussards de Choiseul
Les hussards de Choiseul est un régiment de hussards constitué par l'armée des émigrés pendant la Révolution française.

## Histoire
Sa capitulation est signée à Courtrai en date du 15 mars 1794, sur recommandation de Lord Elgin, ambassadeur d'Angleterre à Bruxelles.
Le corps est créé par Claude-Antoine-Gabriel-Cleriadus, duc de Choiseul-Stainville, ancien colonel du régiment Royal Dragons, colonel propriétaire du régiment de Hussards à son nom, et sert dans l'armée britannique. Pour être nommés officiers dans ce corps, les anciens officiers de l'armée royale doivent avoir servi au moins 6 ans dans la cavalerie, ils ont la solde anglaise et tous les avantages qui y sont attachés. Beaucoup de gentilshommes et d'anciens officiers français servent comme bas-officiers, volontaires ou cadets.
Ce régiment émigré fera partie du corps anglo-hanovrien du Duc d'York pendant les campagnes de Belgique, Hollande puis Allemagne contre les forces du gouvernement de la Convention nationale, notamment contre le général républicain Pichegru en 1794 et 1795.
En août 1795, une partie du corps basé a Portsmouth, participera à l'expédition de l'île d'Yeu,, avec le comte d'Artois.
En mars 1796, le corps des hussards de Choiseul est licencié.

## Uniforme
Bonnet noir, collet rouge, dolman vert, pelisse verte, parements rouges, tresse jaune et culotte blanche.

## Faits d'armes
- 1794 - Campagne de Belgique et Hollande avec l'armée britannique.
- 1795 -  Débarquement des émigrés à Quiberon[5], Expédition de l'Île d'Yeu.

## Galerie

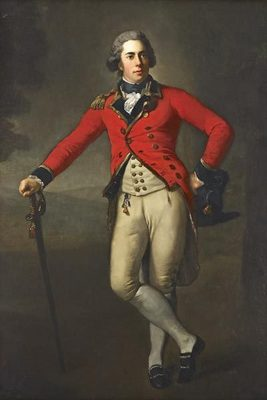
Lord Elgin (1766-1841), ambassadeur d'Angleterre à Bruxelles
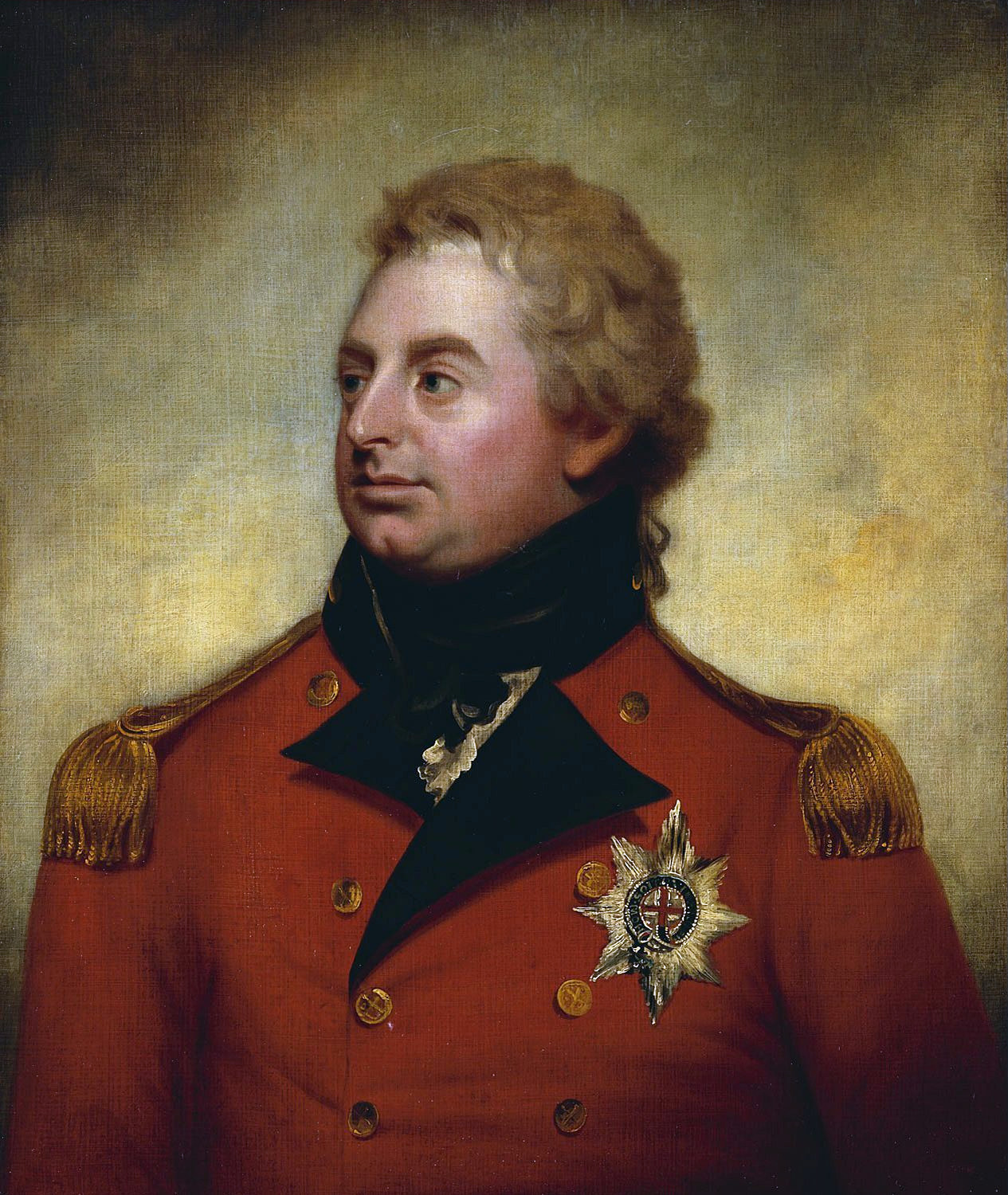
Frederick Augustus, comte d'Ulster, duc d'York et Albany (1763-1827), chef en 1793 des troupes britanniques en Belgique
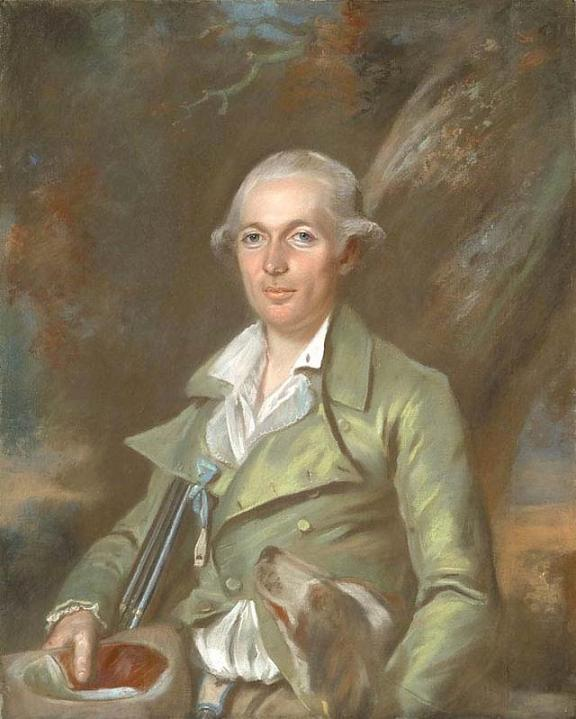
Claude de Choiseul (1760-1838), Duc de Choiseul, Colonel des Hussards de Choiseul

## Sources
- Les Hussards français, tome 1, De l'Ancien régime à l'Empire édition Histoire et collection
- Vicomte Robert Grouvel, Corps de Troupes de l’Émigration française, 1789-1815, 3 volumes, La Sabretache, Paris, 1957, 1959, 1964.